# William Barr
William Pelham Barr (Nueva York, 23 de mayo de 1950) es un abogado estadounidense, que ejerció como fiscal general de los Estados Unidos en dos oportunidades, desde 1991 hasta 1993 bajo el gobierno de George H. W. Bush, y desde 2019 hasta 2020 bajo el gobierno de Donald Trump.
Antes de convertirse en fiscal general por primera vez, Barr ocupó muchos otros cargos en el Departamento de Justicia de los Estados Unidos, incluido el de fiscal general adjunto desde 1990 hasta 1991 bajo la presidencia de George H. W. Bush.

## Primeros años y educación
Barr nació en la ciudad de Nueva York, hijo de los docentes miembros de la Universidad de Columbia Donald Barr y Mary Margaret Ahern. Su padre nació judío, y se había convertido al catolicismo. Barr fue criado católico. Creció en el Upper West Side y asistió a la escuela Corpus Christi y a la escuela Horace Mann. Recibió su licenciatura en gobierno en 1971 y su maestría en estudios gubernamentales y sinología en 1973, ambos de la Universidad de Columbia. Recibió su título de Juris Doctor con los más altos honores en 1977 de la Escuela de Derecho de la Universidad George Washington.

## Carrera

### Carrera temprana

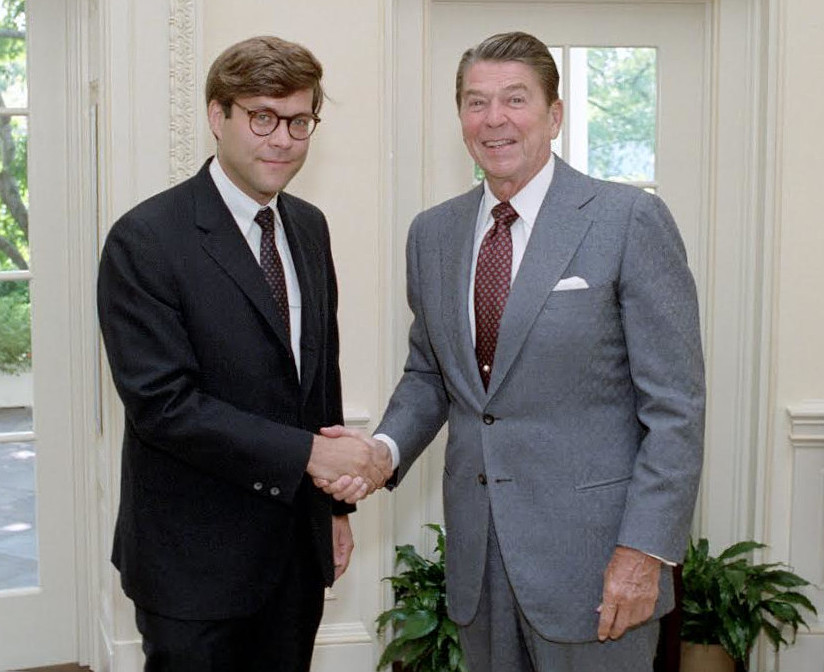
Barr saludando al presidente de los Estados Unidos Ronald Reagan en 1983.

Desde 1973 hasta 1977, Barr fue empleado por la Agencia Central de Inteligencia. Barr fue un asistente legal del juez Malcolm Wilkey de la Corte de Apelaciones de Estados Unidos para el Circuito del Distrito de Columbia desde 1977 hasta 1978. Sirvió en el personal de política nacional de la Casa Blanca de Ronald Reagan desde el 3 de mayo de 1982 hasta el 5 de septiembre de 1983, con su título oficial siendo el de Subdirector Adjunto de Política Jurídica. También estuvo en la práctica privada durante nueve años con el bufete de abogados de Washington llamado Shaw, Pittman, Potts & Trowbridge.

### Departamento de Justicia de los Estados Unidos

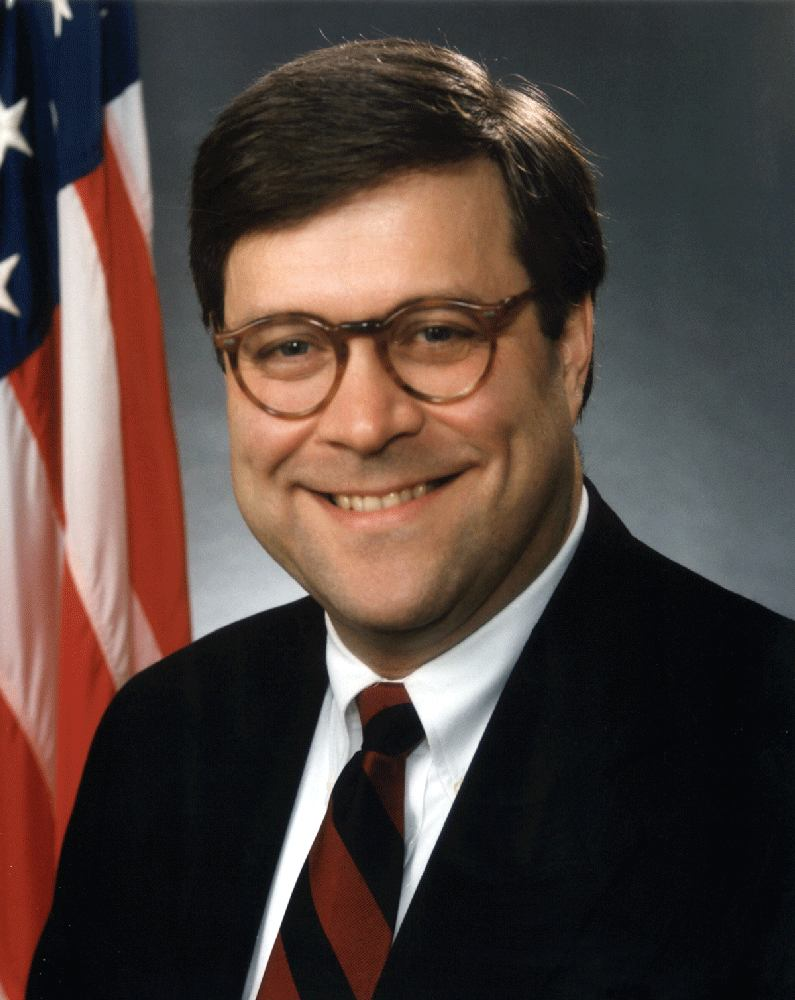
Retrato oficial de Barr durante su primer período como fiscal general.

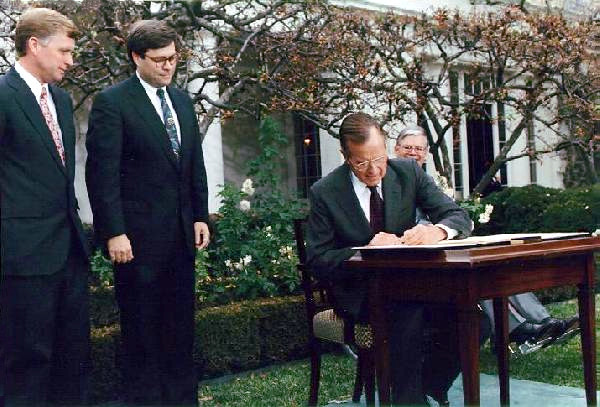
Barr y Dan Quayle observan cómo el presidente George H. W. Bush firma la Ley de Reautorización de la Comisión de Derechos Civiles en el Jardín de Rosas de la Casa Blanca en 1991.

En 1989, al comienzo de su administración, el presidente George H. W. Bush designó a Barr para el Departamento de Justicia de los Estados Unidos como fiscal general adjunto de la Oficina de Asesoría Jurídica, una oficina que funciona como asesor legal del presidente y las agencias ejecutivas. Barr era conocido como un fuerte defensor del poder presidencial y escribió opiniones consultivas que justificaban la invasión de los Estados Unidos a Panamá y el arresto de Manuel Noriega, y una opinión controvertida de que el FBI podría ingresar a territorio extranjero sin el consentimiento del gobierno anfitrión para detener a fugitivos buscados por el gobierno de los Estados Unidos por terrorismo o narcotráfico.

### Fiscal general adjunto de los Estados Unidos (1990-1991)
En mayo de 1990, Barr fue nombrado fiscal general adjunto, el funcionario responsable de la gestión diaria del Departamento. Según los informes de los medios de comunicación, Barr fue generalmente elogiado por su gestión profesional del Departamento.
En agosto de 1991, cuando el entonces fiscal general Dick Thornburgh renunció para hacer campaña para el Senado, Barr fue nombrado fiscal general interino. Tres días después de que Barr aceptara ese puesto, 121 reclusos cubanos, en espera de ser deportados a Cuba, tomaron 9 rehenes en la prisión federal de Talladega. Barr dirigió al equipo de rescate de rehenes del FBI para tomar por asalto la prisión, lo que resultó en el rescate de todos los rehenes sin pérdida de vidas.

### Fiscal general de los Estados Unidos (1991-1993)

#### Nominación y confirmación
Se informó que el presidente Bush estaba impresionado con la gestión de Barr de la crisis de los rehenes; semanas más tarde, el presidente Bush lo nominó como fiscal general.
La audiencia de confirmación de dos días de Barr fue «inusualmente plácida», y recibió una buena acogida por parte de los republicanos y demócratas en el Comité Judicial del Senado. Cuando se le preguntó si pensaba que el derecho constitucional a la privacidad incluía el derecho al aborto, Barr respondió que creía que la constitución no tenía la intención original de crear un derecho al aborto; que Roe contra Wade se decidió por tanto erróneamente; y que el aborto debería ser un «tema legítimo para los legisladores estatales». Sin embargo, Barr también dijo en las audiencias que Roe contra Wade era «la ley de la tierra» y afirmó que no tenía «opiniones fijas o resueltas» sobre el aborto. El presidente del Comité Judicial del Senado, Joe Biden, aunque no estando de acuerdo con Barr, respondió que era la «primera respuesta sincera» que había escuchado de un candidato sobre una pregunta que testigos normalmente evadirían; Biden elogió a Barr como «un retroceso a los días en que en realidad teníamos fiscales generales que hablarían con usted». Barr fue aprobado por unanimidad por el Comité Judicial del Senado, fue confirmado por voto de voz por todo el Senado, y juró como fiscal general el 26 de noviembre de 1991.

#### Período
Según The New York Times, el período de Barr comenzó con medidas contra el crimen. En un esfuerzo por dar prioridad a los delitos violentos, Barr reasignó 300 agentes del FBI, desde el trabajo de contrainteligencia hasta las investigaciones de violencia de pandillas, que el Times calificó como «el mayor cambio de recursos humanos en la historia del buró».
En octubre de 1991, Barr nombró al juez demócrata retirado Nicholas Bua como fiscal especial en el escándalo que el Departamento tenía con la compañía de tecnología de la información Inslaw. El informe de Bua de 1993 encontró que el Departamento no cometió ningún error al respecto.
En octubre de 1992, Barr nombró al juez federal retirado de Nueva Jersey, Frederick B. Lacey, para investigar el manejo del Departamento de Justicia y la Agencia Central de Inteligencia del escándalo Irakgate de la Banca Nazionale del Lavoro (BNL). El nombramiento se produjo después de que los demócratas llamaron a un fiscal especial durante el escándalo por temor a un «encubrimiento» por parte de la administración. El presidente del Comité Bancario de la Cámara de Representantes, Henry B. González, pidió la renuncia de Barr, citando «fallas y obstrucciones claras y reiteradas» por parte del Departamento de Justicia.
Como fiscal general bajo la administración de Trump, trabajó para restringir el derecho de asilo. En particular, está cambiando las normas para que las personas cuyos familiares han sido asesinados o amenazados ya no puedan solicitar asilo
En junio de 2020, hizo unas declaraciones en las que defendió el uso del gas lacrimógeno y balas de goma contra manifestantes por la muerte del ciudadano afroamericano George Floyd.[cita requerida]
El 15 de diciembre de 2020 anunció su dimisión tras concretarse la victoria del presidente electo Joe Biden, efectiva el 23 de diciembre cuando éste sea designado presidente electo.